# Megaselia rotundicauda
Megaselia rotundicauda är en tvåvingeart som beskrevs av Rudolf Beyer 1965. Megaselia rotundicauda ingår i släktet Megaselia och familjen puckelflugor. Inga underarter finns listade i Catalogue of Life.